# Z-2 Georg Thiele
Z-2 Георг Тиле (нем. Z-2 «Georg Thiele») — немецкий эскадренный миноносец типа 1934.
Назван в честь корветтен-капитана Георга Тиле, командира 7-й полуфлотилии миноносцев, погибшего 17 октября 1914 года на миноносце «S-119», потопленном британским крейсером «Андаунтед».

## История и некоторые характеристики
Заказан 7 июля 1934 года. Заложен 25 октября 1934 года на верфи фирмы «Deutsche Werke AG» в Киле. Спущен на воду 18 августа 1935 года, 27 февраля 1937 года вступил в строй. Вошёл в состав 1-го дивизиона эскадренных миноносцев кригсмарине. По состоянию на сентябрь 1939 года бортовой № 13.
Водоизмещение 2232 т — стандартное, 3156 т — полное; длина 119 м — наибольшая, 114 м — между перпендикулярами; ширина 11,36 м — наибольшая; осадка 3,82 м — нормальная, 4,23 м — в полном грузу.
Артиллерия 5 × 1 — 127-мм АУ SK C/34 (боезапас — 120 выстрелов на орудие); зенитная артиллерия =2 × 2 — 37-мм, 6 × 1 — 20-мм FlaK 30. Минно-торпедное вооружение =2 четырёхтрубных 533-мм ТА, до 60 мин заграждения.
В апреле 1938 года совершил плавание в Норвегию с заходом в Ульсвик.
19 августа 1938 года участвовал во флотском смотре с участием рейхсканцлера Гитлера и регента Венгрии адмирала Хорти.
26 октября 1938 года вошёл в состав 1-й флотилии эскадренных миноносцев кригсмарине.
С 18 апреля по 15 мая 1939 года совершал плавание к побережью Испании и Марокко, после чего принимал участие в оккупации Мемеля (май 1939).
С началом Второй мировой войны принимал участие в Польской кампании.
С октября 1939 года по февраль 1940 года действовал в Северном море и Балтийских проливах.
С февраля по апрель 1940 года проходил ремонт.
В апреле участвовал в операции «Везеребюнг», входя в состав Нарвикской группы. 10 апреля 1940 года участвовал в первом бою у Нарвика, поврежден британскими эсминцами 2-й флотилии в Уфут-фьорде — 13 погибших.
13 апреля 1940 года участвовал во втором бою у Нарвика, после боя с британскими кораблями, прикрывая в Румбакс-фьорде затопление сохранившихся германских эсминцев, последними торпедами оторвал нос британскому эсминцу «Эскимос», но и сам, подожженный артиллерийским огнём противника, был вынужден выброситься на берег 68°27′ с. ш. 17°35′ в. д.. Переломился на две части. Потерял 14 человек убитыми и 28 ранеными.

## Командиры корабля
| Имя и звание                            | Время службы                     |
| --------------------------------------- | -------------------------------- |
| фрегаттен-капитан Фридрих Ганс Хартман  | 27 февраля 1937 — 7 августа 1938 |
| фрегаттен-капитан Рудольф фон Пуфендорф | 8 августа 1938 — 27 октября 1938 |
| корветтен-капитан Макс Экарт Вольф      | 30 октября 1938 — 13 апреля 1940 |